# Moord op Elizabeth Short
De moord op Elizabeth Short, omstreeks 15 januari 1947 in Los Angeles, Californië, was een geruchtmakende moord op een jonge vrouw, die door de gruwelijkheid heel wat aandacht van de media opleverde. In de media werd zij aangeduid als de Black Dahlia (de zwarte dahlia).
De moord werd tot op heden niet opgelost en werd de bron voor heel wat complottheorieën waarvan er in de loop der jaren velen opgetekend en verfilmd zijn. Zo zijn de films True Confessions (1981) en The Black Dahlia (2006) beide gebaseerd op de moordzaak. Ook in het videospel 'L.A. Noire' loopt de "Black Dahlia" moord als een rode draad door het verhaal.

## Slachtoffer
Elizabeth Short was de derde in een gezin met vijf meisjes. Ze werd op 29 juli 1924 geboren in Hyde Park in Massachusetts. Haar vader maakte minigolfbanen en verdiende daar voldoende geld mee tot de Amerikaanse beurskrach van 1929 plaatsvond. Op een dag liet hij zijn wagen achter op een brug en hijzelf verdween. Algauw dacht men dat de man zelfmoord had gepleegd, maar hij dook later weer levend op.
Short werd vervolgens door haar moeder Phoebe Mae opgevoed. De moeder zocht een klein appartementje in Medford, Massachusetts en ging werken als boekhoudster. Omdat de jonge Elizabeth last kreeg van astma en bronchitis bleef ze enkel in de warmere zomermaanden in Massachusetts, waar ze een baan aannam als serveerster. Tijdens de koude wintermaanden verhuisde Elizabeth naar Florida. Ze werd omschreven als een meisje dat 1,65 m groot was, 52 kg woog en slechte tanden, blauwe ogen en bruin haar had.
Op 19-jarige leeftijd verhuisde Elizabeth naar Vallejo in Californië. Daar ging ze bij haar vader wonen. Haar vader werkte ondertussen bij de Mare Island Naval Shipyard (MINS). In het voorjaar van 1943 verhuisden ze samen naar Los Angeles. Maar het tweetal kreeg al gauw ruzie en dus vertrok Short. Ze kreeg een baan op Camp Cooke, beter bekend als de Vandenberg Air Force Base. Op 23 september 1943 werd ze door de politie opgepakt omdat ze alcohol gedronken had en ze daar nog niet oud genoeg voor was. Ze werd naar de jeugdrechter in Medford gestuurd.
Daar ging Short weer werken als serveerster om geld te verdienen. In de wintermaanden zocht ze opnieuw Florida op. Daar ontmoette ze Majoor Matthew M. Gordon jr., die bij het leger zat. Gordon vertrok naar India om aan de gevechten van de Tweede Wereldoorlog deel te nemen. In India revalideerde hij van een vliegtuigcrash en schreef hij een brief aan Elizabeth. In de brief vroeg hij haar ten huwelijk. Elizabeth ging in op zijn voorstel, maar Gordon overleed nog voor hij kon terugkeren naar de Verenigde Staten.
Later zou Elizabeth het hele verhaal dramatiseren en zou ze beweren dat ze al getrouwd waren en dat ze een kind hadden dat ook al gestorven was. Gordons vrienden beweren dat ze verloofd waren, maar Gordons familie ontkende na de moord op Elizabeth elke vorm van relatie tussen Gordon en Elizabeth Short.
Elizabeth besloot in 1946 weer naar Californië te gaan. Ze ging op zoek naar een vriend, die ze tijdens de oorlog had leren kennen in Florida. Die vriend was Luitenant Gordon Fickling. Hij was gestationeerd in Long Beach. Elizabeth verbleef gedurende zes maanden op verschillende locaties in de buurt van Los Angeles. Ze sliep in hotels, appartementsgebouwen, etc. Nooit bleef ze langer dan enkele weken op dezelfde locatie.

## Dood
Op 15 januari 1947 werd ze dood aangetroffen. Ze was vermoord maar nooit werd de dader achterhaald. Haar lijk werd in Leimert Park in Los Angeles teruggevonden. Het lichaam was zwaar toegetakeld en in tweeën gesneden. Haar armen waren zo gedraaid dat het leek dat ze haar handen op haar hoofd hield. Haar mond was opengesneden van oor tot oor. Nergens werd er bloed gevonden, wat betekent dat ze ergens anders vermoord was en dat men daar het bloed heeft laten weglopen alvorens het lijk in Leimert Park te dumpen. Na haar dood verscheen in de krant de bijnaam Black Dahlia. Een reporter beweerde dat ze zo werd genoemd door een apotheker, als een verwijzing naar de film The Blue Dahlia (1946). Anderen beweren dat de pers deze bijnaam verzonnen had.
Tijdens het onderzoek was er sprake van de ontbrekende week. Dit was de periode tussen 9 januari, de dag waarop ze verdween, en 15 januari 1947, de dag dat haar lijk werd gevonden. Sommige kennissen van Elizabeth beweerden dat ze haar gezien hadden tijdens die week. De politie onderzocht dit en beweerde dat het steeds om misverstanden ging.

## Geruchten
Er doen heel wat geruchten de ronde in verband met de moord op Elizabeth Short. Vaak wordt beweerd dat ze een callgirl was. Maar een grand jury stelde duidelijk dat ze geen prostituee was. Ze had ook geen lichamelijke afwijkingen, zoals een genetisch gebrek waardoor ze de genitaliën van een kind zou hebben gehad. Ze was dus, in tegenstelling tot wat soms in de media werd beweerd, in staat om seks te hebben. Bovendien was ze ook nooit zwanger geweest.

## Mogelijk gerelateerde moorden
Misdaden die kunnen gerelateerd worden aan de Black Dahlia-moord zijn er niet in overvloed. Enkele misdaadauteurs stelden dat er een link was tussen de Black Dahlia en de Cleveland Torso-moorden, ook bekend als de Kingsbury Run-moorden. Hier waren de slachtoffers afkomstig uit een lage sociale klasse. Bijna geen enkel lijk kon worden geïdentificeerd ten gevolge van de zware verminkingen. De lichamen werden ook vaak onthoofd of in twee gesneden. Deze moorden vonden plaats tussen 1934 en 1938, en werden onderzocht door de bekende Eliot Ness, maar ook nooit opgelost.